# Great 5000 Secs
《Great 5000 Secs》是香港歌手陳奕迅的一張新曲+精選專輯，是陳奕迅於英皇娛樂合約糾紛後的第一張唱片，亦是於英皇娛樂年代的最後一張唱片，收錄「K歌之王」、「Shall We Talk」、「明年今日」及「歲月如歌」等合計15首金曲。
值得一提的是，陳奕迅於2004年已錄好全新廣東專輯《I Had A Great Time》，全碟由林夕填詞，但因涉及合約糾紛，英皇娛樂將該專輯的新歌分批推出，其中三首便是收錄在本碟的「一切還好」、「萬佛朝宗」及「冤氣」。